# Gustav Hanig
Gustav Hanig (* 5. November 1944 in Lanškroun, Tschechoslowakei) ist ein ehemaliger deutscher Eishockeyspieler, der auch als Trainer tätig war.
Er spielte von 1963 bis 1975 für den EV Füssen, mit dem er mehrmals deutscher Meister wurde. Danach wechselte er hinter die Bande und war von 1976 bis Dezember 1977 Trainer des EC Peiting.
Nach der Wiederaufnahme seiner Spielerkarriere spielte er für den VfL Waldkraiburg und den TSV Lechbruck. Zu Beginn der Saison  1983/84 war er Trainer beim SV Hohenfurch und wechselte anschließend als Spieler zum EC Peiting, wo er während der Saison die Trainerposition übernahm.
International nahm er mit der deutschen Nationalmannschaft an den Eishockey-Weltmeisterschaften 1966 (B-WM), 1967, 1969 (B-WM), 1971 und 1972 sowie an den Olympischen Winterspielen 1968 teil.
Da er zu der Mannschaft des EV Füssen gehörte, die 1963 zum zehnten Mal deutscher Meister im Eishockey wurde, wurden er und alle Mannschaftsmitglieder am 10. März 1963 von Bundespräsident Heinrich Lübke mit dem Silbernen Lorbeerblatt ausgezeichnet.
Er ist Mitglied der Hockey Hall of Fame Deutschland.